# Fritz Stuckenberg
Fritz Stuckenberg, né le 16 août 1881 à Munich au sein de l'Empire allemand et mort le 18 mai 1944 à Füssen en Allemagne, est un artiste peintre expressionniste allemand.

## Galerie de peintures

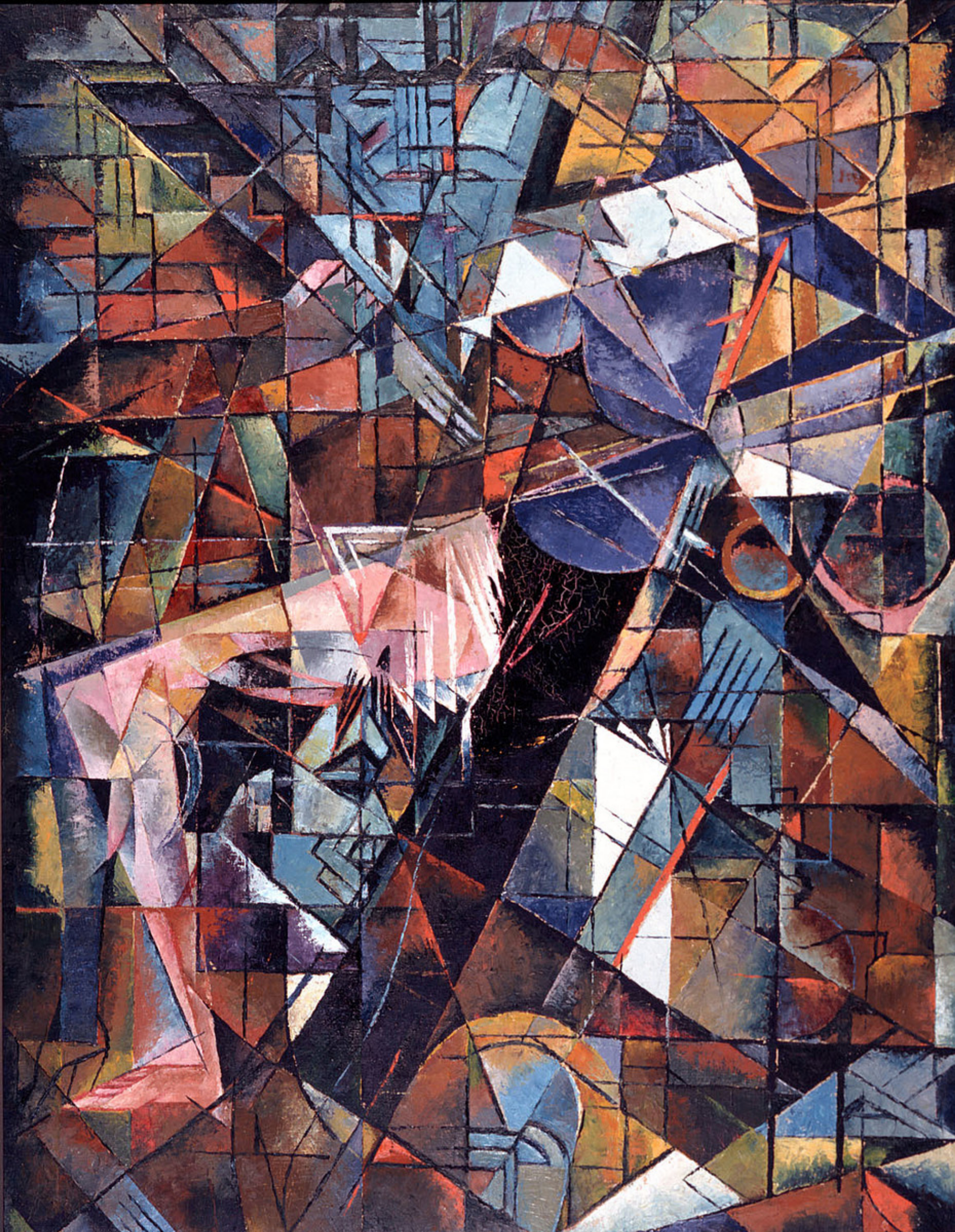
Das Liebespaar, 1919, Landesmuseum für Kunst und Kulturgeschichte
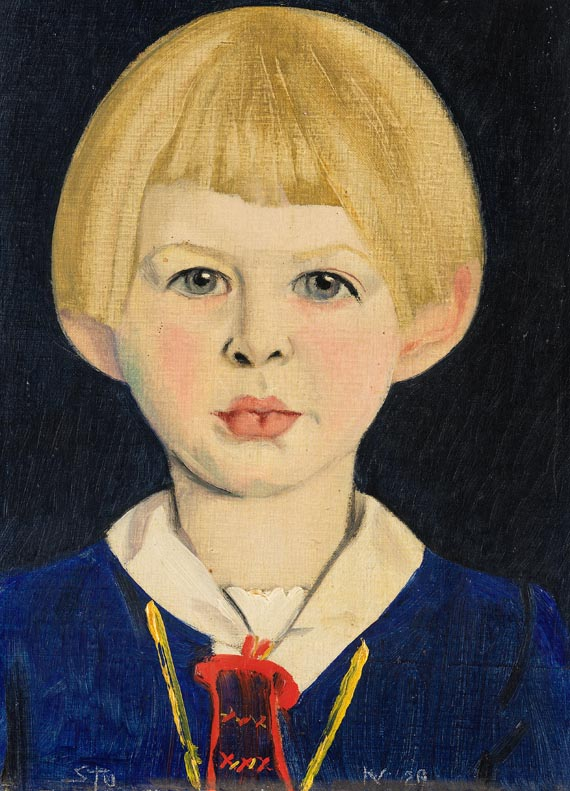
Porträt Hjordis, 1929